# Dane DeHaan
Dane William DeHaan, född 6 februari 1986 i Allentown, Pennsylvania, USA, är en amerikansk skådespelare.
DeHaan gifte sig med skådespelerskan Anna Wood den 30 juni 2012 i Blue Ridge Mountains i Virginia. De träffades när de gick i skola i North Carolina och har varit tillsammans sedan 2006.

## Filmografi

### Film
| År   | Titel                       | Roll                      | Anmärkning |
| ---- | --------------------------- | ------------------------- | ---------- |
| 2010 | Amigo                       | Gil                       |            |
| 2012 | Chronicle                   | Andrew Detmer             |            |
| 2012 | Lawless                     | Cricket Pate              |            |
| 2012 | Lincoln                     | Soldat                    |            |
| 2012 | Jack & Diane                | Chris                     |            |
| 2013 | The Place Beyond the Pines  | Jason Glanton             |            |
| 2013 | Kill Your Darlings          | Lucien Carr               |            |
| 2013 | Metallica Through the Never | Trip                      |            |
| 2014 | Life After Beth             | Zach Orfman               |            |
| 2014 | Devil's Knot                | Chris Morgan              |            |
| 2014 | The Amazing Spider-Man 2    | Harry Osborn/Green Goblin |            |
| 2015 | Life                        | James Dean                |            |
| 2017 | Tulpanfeber                 | Jan Van Loos              |            |

### TV
| År   | Titel                             | Roll             | Anmärkning       |
| ---- | --------------------------------- | ---------------- | ---------------- |
| 2008 | Law & Order: Special Victims Unit | Vincent Beckwith | Avsnitt "Lunacy" |
| 2010 | At Risk                           | Cal Tradd        | TV-film          |
| 2010 | The Front                         | Cal Tradd        | TV-film          |
| 2010 | In Treatment                      | Jesse D'Amato    | 7 avsnitt        |
| 2011 | True Blood                        | Timbo            | 3 avsnitt        |